# Mineral
- Vezi și:Substanțe minerale

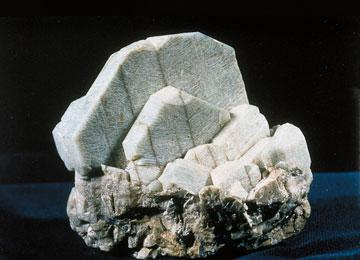
Feldspat

Mineralele sunt substanțe naturale solide, mai rar fluide, cu formă proprie cristalizată, alcătuite din unul sau mai multe elemente chimice, care intră în componența rocilor și minereurilor.
După conținutul lor ele se pot împărți în minerale metalifere și respectiv nemetalifere (sare, gips, azbest, mică, feldspat), iar cele metalifere se pot împărți la rândul lor în feroase și neferoase.

Mineralele sunt de regulă substanțe neomogene din punct de vedere chimic, fiind frecvent substanțe solide cristalizate în sisteme diferite de cristalizare, de aceasta ocupându-se ramura mineralogiei, cristalografia.

Exemple de minerale: cuarțul (SiO2), pirita (FeS2), galena (PbS), blenda (ZnS), calcopirita (CuFeS2), calcitul (CaCO3), gipsul (CaSO4*2 H2O), sau fără a mai aminti formula chimică, sunt: stibina, rodocrozitul, baritina (baros=greu), grafitul și diamantul.

Determinarea unui mineral se face prin cunoașterea proprietăților lui fizice: - culoare - luciu - spărtura (proaspătă neoxidată) - duritatea - clivajul (modul de spargere), greutatea specifică, proprietăți magnetice și radioactive etc.

Duritatea mineralelor este o proprietate importantă, aceasta determinând forma de exploatare a zăcământului).
 Mineralogul austriac Carl Friedrich Christian Mohs a stabilit o scară a durității mineralelor după cum urmează: 1. talc, 2. gips, 3. calcit, 4. fluorina, 5. apatit, 6. ortoza, 7. cuarț, 8. topaz, 9. corindon, 10. diamant.

## Sistematica mineralelor
În sistematica modernă mineralele au fost reclasificate, luându-se în considerare:
Formula chimică, Sistem de cristalizare, Clasă, Culoare, Urmă, Duritate, Densitate, Luciu, Transparență, Spărtură, Clivaj, Habitus, Suprafața cristalului, Cristale gemene, Punct de topire, Efect piezoelectric, Propriețăți optice, Refracția, Refracție dublă, Pleochroismus, Deviație optică, Unghi de dispersie, Reactivitate chimică, Radioactivitate, Magnetism. 
1. Elemente native, sunt elemente chimice care se găsesc în natură în forme pure necombinate; se cunosc 23 asemenea elemente (18 metale și 5 nemetale), formele lor modificate și unele aliaje. Exemple: cupru, argint, aur, fier, sulf, grafit, diamant, hapkeit (Fe2S), moissanit (SiC), schreibersit ((Fe,Ni)3P).

Cele mai bune exemple sunt grafitul și diamantul care, având diferite proprietăți, diamantul fiind cea mai dură substanță de pe Terra, iar grafitul un mineral cu duritate mică, au aceeași formulă chimică, și anume C-carbon.
1. Sulfiți și săruri de sulf, sunt combinații dintre sulf și seleniu, telur, arsen, stibiu și bismut. În această categorie intră cca. 600 de minerale. Exemple: galenă (PbS), pirită (FeS2), blendă (ZnS), cinabru (HgS)

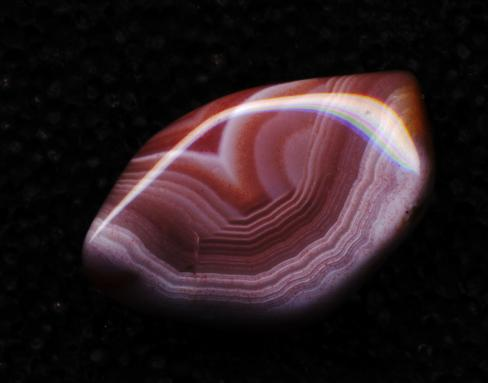
Agat

1. Halogenați cca. 140 de halogenide constau dintr-o legătură a halogenilor (fluor, clor, brom, iod) cu cationii de sodiu, potasiu și calciu, exemple: fluorină (Ca F2) halit (sare gemă, NaCl), clorură de amoniu, silvină.
2. Oxizi și hidroxizi s-au format printr-o legătură a unui metal sau nemetal cu oxigenul sau cu o grupare hidroxilică (-OH). Astfel au luat naștere cca. 400 de oxizi respectiv hidroxizi, exemple:  spinel (MgAl2O4), hematit (Fe2O3), magnetit (Fe3O4), corindon (Al2O3), pehblendă (UO2), goethit (FeO(OH)).
3. Carbonați ,nitrați, borați: în această categorie intră sărurile acidului carbonic, boric și azotic. Exemple:  aragonit, azurit, dolomit (CaMg(CO3)2), calcit (CaCO3), malachit (Cu2CO3(OH)2), borax (Na2B4O5(OH)4 · 8 H2O), sassolit (H3BO3)
4. Sulfați, selenați, telurați, cromați, molibdenați, wolframați: aici intră săruri ale acidului sulfuric, cromic, molibdenic și wolframic. Această grupă cuprinde cca. 700 de minerale. Exemple:  anhidrit(CaSO4), gips (CaSO4 · H2O), apatit (Ca5(PO4)3(F,Cl,OH)), turcoaz (CuAl6(PO4)4(OH)8 · 5H2O), carnotit (K2(UO2)2(VO4)2 · 3H2·), legrandit (Zn2(AsO4)(OH)·H2O), wulfenit (PbMoO4), wolframit ((Fe,Mn)WO4)
5. Fosfați, arsenați, vanadați: aici intră săruri ale acizilor cu formula generală H3XO4 unde X poate fi înlocuit cu elementele fosfor, vanadiu, arsen. Exemple: adamin, berlinit, descloizit, fluorapatit, mottramit, piromorfit.
6. Silicați (și germanați) : această grupă de minerale este cea mai numeroasă, gruparea tetraedrică [ SiO4]4 stând la baza structurii mineralelor. Exemple:  almandin (Fe3Al2(Si3O12)), zircon (ZrSiO4), andaluzit (Al2SiO5), topaz (Al2SiO4(OH,F)2), beril(Be3Al2Si6O18), cordierit (Mg2Al4Si5O18), epidot (Ca2(Al,FeIII,Mg)3(SiO4)3OH), zoisit (Ca2Al3(SiO4)3(OH))
7. Minerale organice: această categorie de minerale cuprinde sărurile acizilor organici alifatici și aromatici  cu carbon, (CnHm) și azot, (de forma amidelor R-X(=O)n-NR'2 sau acizilor heterociclici) și rășini. Exemple: : abelsonit, melit, evenkit. Chihlimbarul nu este considerat mineral de către  IMA (International Mineralogical Association).

## Principalele minerale industriale
| Mineral  | Caracteristici                              | Întrebuințare |
| -------- | ------------------------------------------- | --- |
| Albit    | alb                                         | Sticlă, ceramică |
| Azbest   | alburiu, fibros                             | Materiale rezistente la foc |
| Corindon | Abraziv                                     | șmirghel, pietre de polizat |
| Fluorit  | casant, mai multe culori, inclusiv albastru | Productia de fier și oțel, lentile de microscop, olărit, emailuri, pastă de dinți. Fluoritul albastru e folosit ca piatră decorativă |
| Grafit   | moale, gras                                 | mine de creion |
| Gips     | alb, cretos                                 | folosit pentru mulaje, stomatologie, ciment, cretă scolară                                                                           |
| Halit    | incolor                                     | sare gema |
| Caolin   | lut alb                                     | medicină, porțelan, hartie lucioasă                                                                                                  |
| Fosfor   | incolor, cretos                             | îngrășăminte, artificii, oțel |
| Cuarț    | dur, are multe varietăți                    | procesoare de calculator, ceasuri, orologii                                                                                          |
| Sulf     | galben pal                                  | vopsele, coloranți, detergenți, praf de pușcă, explozibili, hârtie, medicină, insecticide, izolații elactrice                        |

## Formarea zăcămintelor minerale
- Toate rocile sunt compuse din minerale, dar nu toate tipurile de minerale pot alcătui roci, ci doar unele. Căldura și presiunea generate de procesele geologice, ca vulcanismul și metamorfismul, pot crește concentrația mineralelor în zăcămintele importante. Acestea se pot combina sau alătura prin metamorfozare, erupție vulcanică sau sedimentare.
- Unele zăcăminte se formează la suprafață prin evaporarea apelor mineralizate.
- Mineralele dizolvate în apa marină cristalizează în apropierea răsuflătorilor vulcanice de pe fundul oceanelor.

## Sticla
Ingredientul principal din sticlă este cuarțul (silicea) provenit din nisipul cuarțos. Silicea se incălzește până se topește, la circa 1100 °C, modelată, apoi răcită rapid. Alte ingrediente importante sunt calcarul și soda. Se adaugă borax pentru a-i mări rezistența la caldură. Oxidul de plumb îi mărește strălucirea și calitatea la șlefuire.
Sticla laminată se produce prin introducerea unui strat de plastic între 2 straturi de sticlă. Astfel, sticla nu sare în bucățele când e spartă.
Se spune despre sticlă că atunci când se sparge, spărtura are o formă de scoică, aceasta fiind numită concoidală.

## Oxigenul
Oxigenul este cel mai răspândit element din scoarța Pământului. 46.6% din greutatea scoarței este oxigen. Oxigenul apare în oxizi și în combinații cu alte elemente. El apare și în alte substanțe cu o mare răspândire pe glob, cum ar fi carbonatul de calciu, apa sau bioxidul de siliciu- SiO2, cea mai răspândită substanță, denumită general ca și cuarț.

## Siliciul
Următorul pe listă e siliciul -prezent în 27.7% din scoarța planetei.

## Fosfor
Sursa principală de fosfor, folosit în îngrășăminte, este apatitul care se găsește în unele roci sedimentare și în acumulările de guano - fecale de lilieci și păsări.

## Scara Mohs a durității
Scara Mohs a durității a fost gândită și inventată de mineralogul german Friedrich Mohs, care voia să aranjeze mineralele astfel încât acestea pot fi identificate mai ușor. Duritatea unui mineral este măsura rezistenței sale la zgâriere. Se stabilește zgâriind un mineral cu o serie de alte minerale a căror duritate este deja cunoscută. Scara Mohs oferă o măsură de comparație de la 1 (moale) la 10 (dur). Până la 9 este liniară, dar diamantul (10) este de circa 10 ori mai dur decât corindonul.
1       Talc Mg3Si4O10(OH)2
2       Ghips CaSO4
3       Calcit CaCO3
4       Fluorină CaF2
5       Apatit Ca5[(F,Cl,OH)|(PO4)3]
6       Ortoză KAlSi308
7       Cuarț SiO2
8       Topaz Al2SiO4(OH,F)2
9       Corindon Al2O3
10      Diamant C

## Sarea
Proprietățile sale de conservare și importanță în dietă au făcut din sare un produs valoros din cele mai vechi timpuri. Era inclusă în sacrificiile aduse zeilor de romani și greci. Soldații romani primeau ca plată o cantitate de sare (sal în limba latină, de unde provine cuvântul salariu).
O altă explicație este următoarea: se pare că în Roma antică, accesul la sare era privilegiul claselor superioare, și doar ofițerii primeau un supliment de bani la soldă; suplimentul se numea salarium și era oferit ofițerilor pentru ca aceștia să-și poată achiziționa sare; apoi, pe măsură ce s-au exploatat noi zăcăminte de sare aceasta a devenit mai larg accesibilă. 
Sarea era transportată de-a lungul Viei Salaria (Drumul sării). Droburile de sare erau folosite ca plată în Etiopia și Tibet. 
Sarea naturală apare sub formă de halit sau sare gemă în anumite roci sedimentare, sau se poate obține din evaporarea apei marine.

## Minerale care intră în alcătuirea rocilor
Rocile de obicei nu sunt alcătuite în cea mai mare parte din minerale, mineralele frecvente întâlnite în roci sunt 90 % din categoria silicaților ca olivină, piroxen, amfibol, feldspat sau cuarț acestea fiind întâlnite în roci magmatice, roci metamorfice și roci sedimentare. 
 Alte minerale care mai pot fi întâlnite în roci sunt cele din grupa carbonaților și oxizilor în rocile calcaroase.